# Turgotine
 (décembre 2017).
Si vous disposez d'ouvrages ou d'articles de référence ou si vous connaissez des sites web de qualité traitant du thème abordé ici, merci de compléter l'article en donnant les références utiles à sa vérifiabilité et en les liant à la section « Notes et références ».
 (mai 2020).

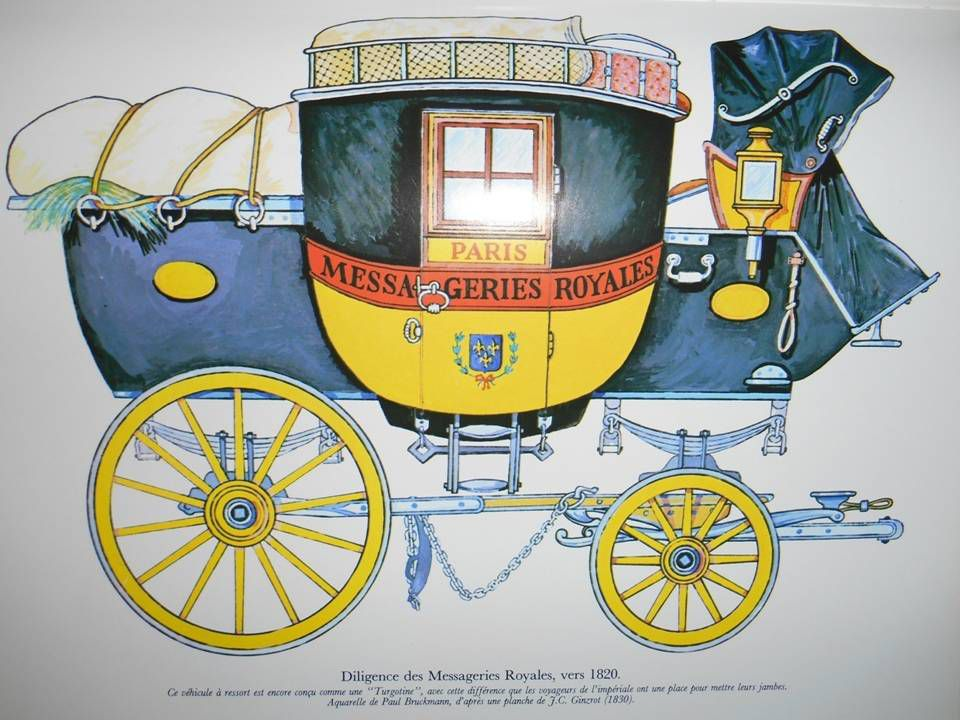
Turgotine 1774

La turgotine est une voiture hippomobile utilisée pour le transport de personnes sur de longs trajets. 

## Description
C'est une diligence publique composée à l’avant d’un cabriolet pour deux personnes et d’une berline de 2 à 6 places. Une corbeille en osier posée à l’arrière sur une plate-forme permet de transporter les bagages. Elle est tirée par 6 à 8 chevaux.

## Historique
La turgotine a été créée en 1775 à l’initiative de Turgot, Contrôleur Général des Finances du gouvernement de Louis XVI, dans le but d’améliorer le confort des diligences des messageries royales.
Dans " le voyage en France " Anthologie des voyageurs européens en France, du moyen âge à la fin de l'Empire, chez Bouquins, on lit dans l'introduction, qu'en 1774, le carrosse de Besançon employait huit jours en été et neuf en hiver, pour relier Besançon à Paris, roulant la nuit grâce aux améliorations apportées aux voitures appelées "Turgotines" en homage au ministre Turgot et aux progrès du service .